# Helmer Pedersen
Helmer Orla Leif Pedersen (* 28. März 1930 in Kopenhagen; † 24. August 1987) war ein dänisch-neuseeländischer Segler.

## Erfolge
Helmer Pedersen kam bei den Olympischen Spielen 1952 in Helsinki nicht über eine Reservistenrolle in der dänischen Mannschaft hinaus. Mitte der 1950er-Jahre wanderte er mit seiner Frau nach Neuseeland aus. Zwar wurde er auch in die neuseeländische Olympiamannschaft aufgenommen, blieb 1960 aber erneut nur Reservist. Bei den Olympischen Spielen 1964 in Tokio kam es schließlich zu seiner ersten Teilnahme, bei der er mit dem Flying Dutchman startete. An der Seite von Earle Wells gewann er den Wettbewerb vor den Briten Tony Morgan und Keith Musto sowie den US-Amerikanern William Bentsen und Harry Melges, sodass Pedersen und Wells Olympiasieger wurden. Im Anschluss segelte Pedersen, der als Segelmacher arbeitete, vor allem bei Hochseeregatten.
1987 starb Pedersen, der intensiver Raucher war, an Lungenkrebs. Drei Jahre darauf wurden Pedersen und Wells in die New Zealand Sports Hall of Fame aufgenommen.